# Лагранж, Шарль
Шарль Лагранж (фр. Charles Lagrange; 1804, Париж — 1857, Лейден) — французский революционер, служил в морской артиллерии.
В июле 1830 Лагранж был в числе сражавшихся на баррикадах. Примкнув к обществу прав человека, принимал активное участие в организации революционного движения в Лионе (1834). Один из главных руководителей Лионского восстания, он был приговорён палатой пэров к двадцатилетнему заключению, но в 1839 амнистирован. 
В 1848 он был в Париже, когда разразилась Февральская революция. Лагранжа обвиняли в выстреле, повлёкшем за собой 23 февраля перестрелку на бульваре Капуцинок; но он опровергал это обвинение. Был избран депутатом Учредительного, а в мае 1849 года — Законодательного собрания. Лагранж не принимал участия в Июньском восстании, хотя восставшие провозгласили его своим руководителем. Главными пунктами его программы были: амнистия, всеобщее избирательное право и отмена смертной казни. 
Арестованный после государственного переворота Луи Бонапарта 2 декабря 1851, он был выслан из Франции и умер в изгнании. Из его речей напечатаны: «Discours de L., accusé de Lyon» (Пар., 1835); «Discours sur l’amnistie» (1849).